# Aeroportul Whatì
Aeroportul Whatì (IATA: YLE) este un aeroport din Whatì⁠(d), Teritoriile de Nord-Vest, Canada.
Situat la o altitudine de 269 m, aeroportul dispune de 1 pistă.

## Infrastructură

### Piste
Aeroportul dispune de o singură pistă. Pista are orientarea 10/28. 